# Vicia sylvatica
Vicia sylvatica là một loài thực vật thuộc chi Vicia.

## Hình ảnh

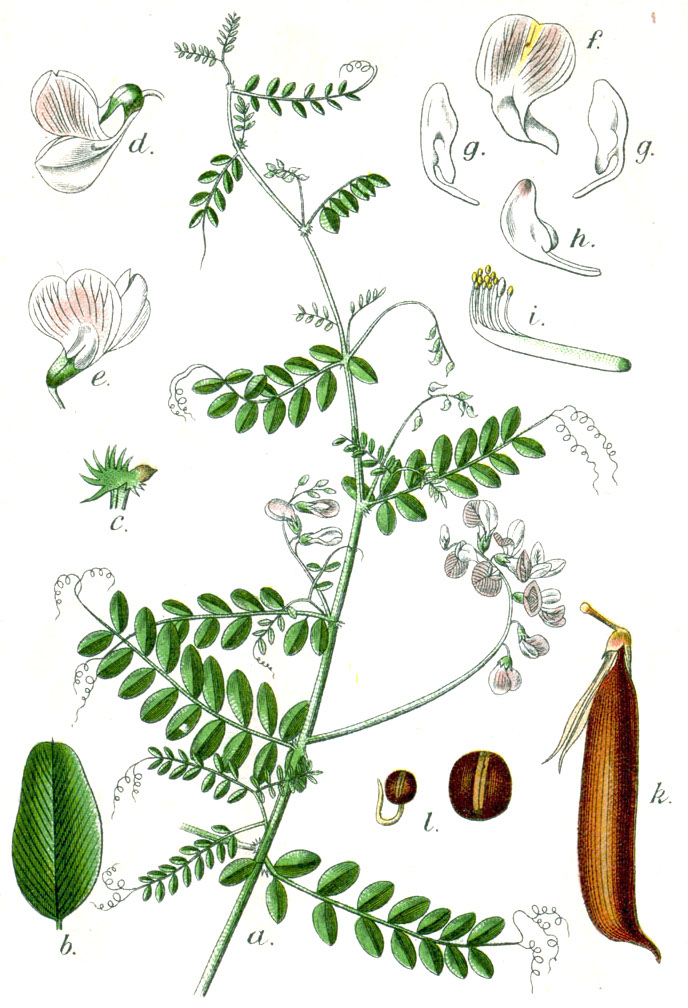
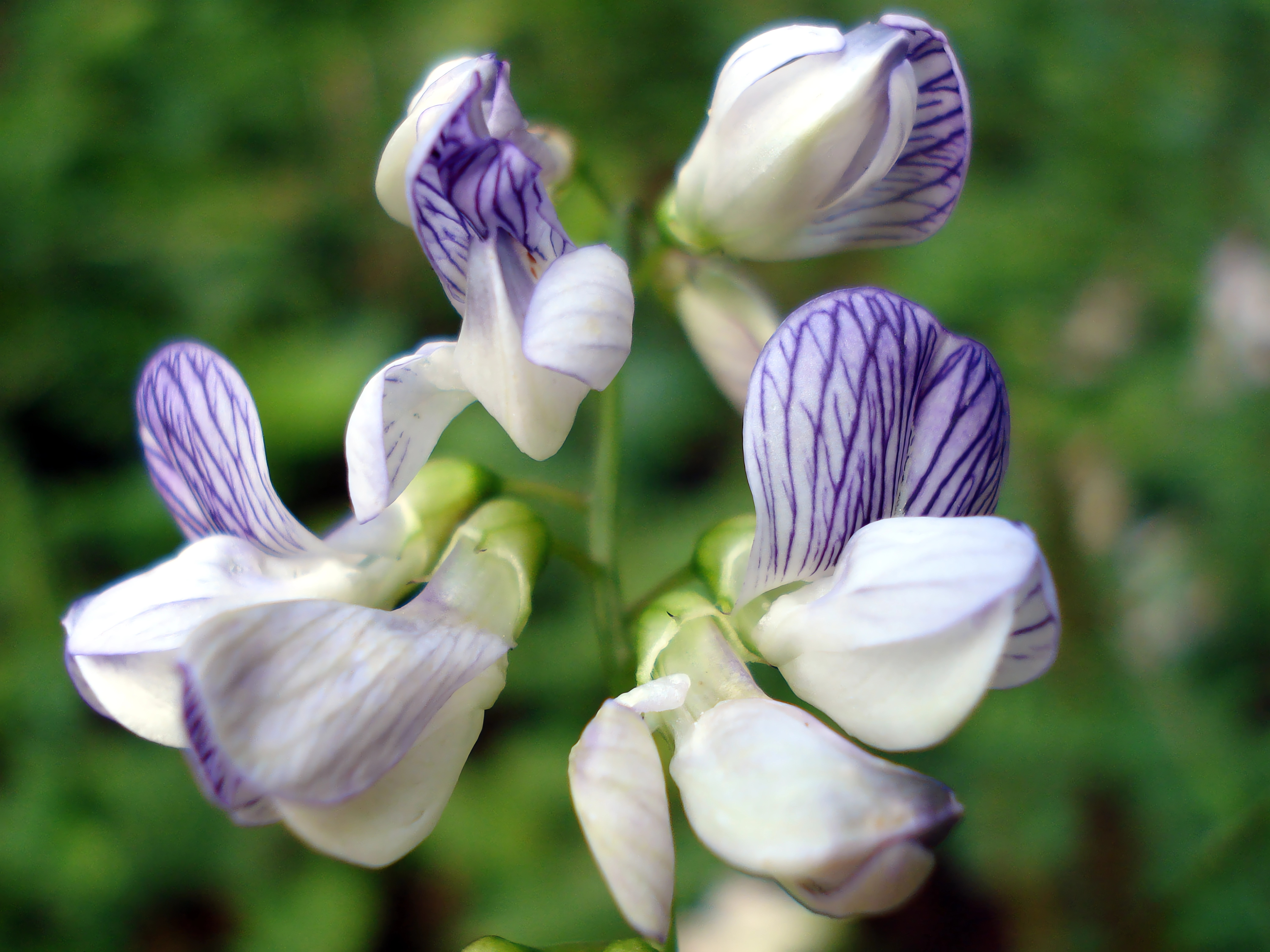
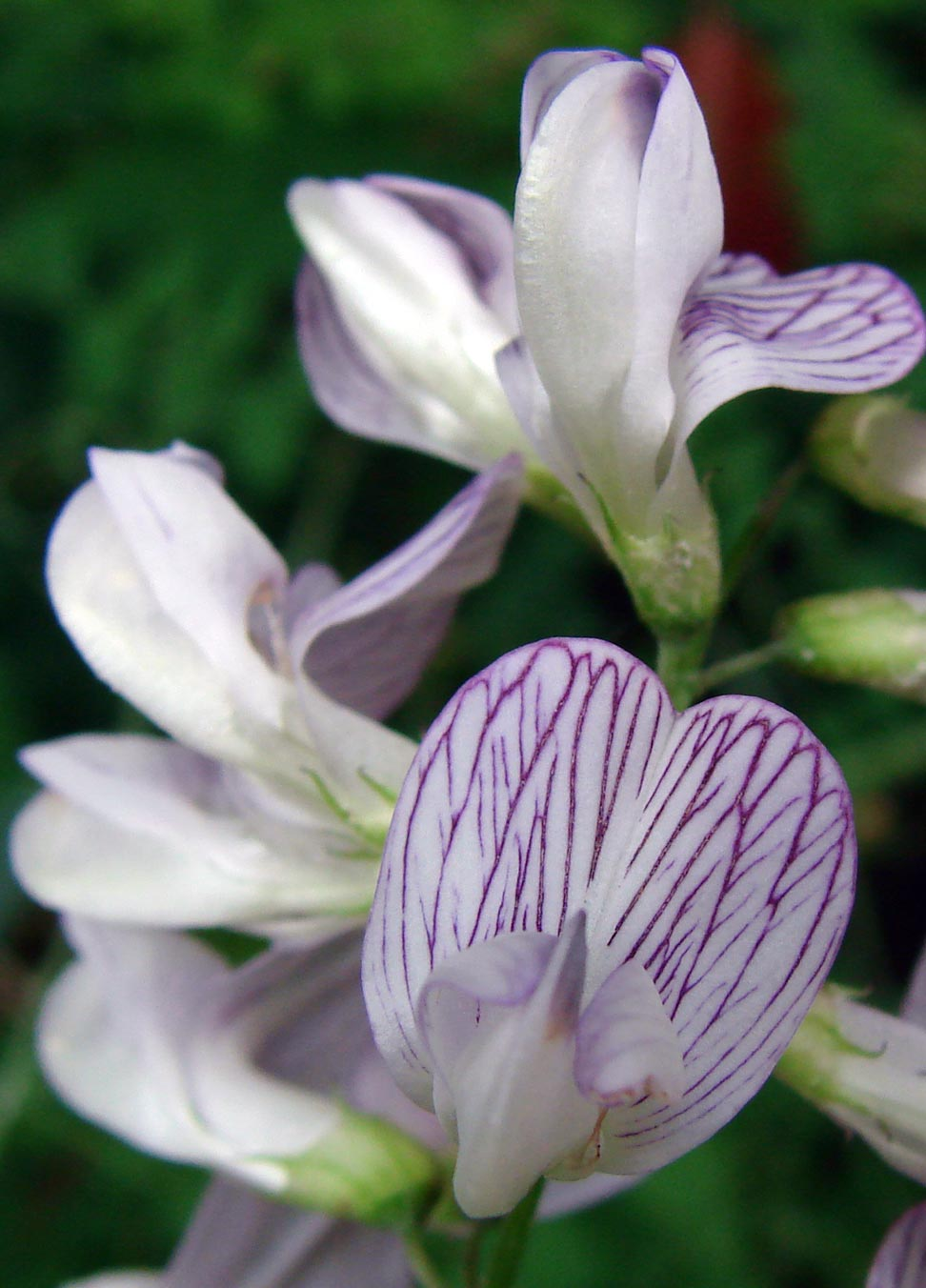
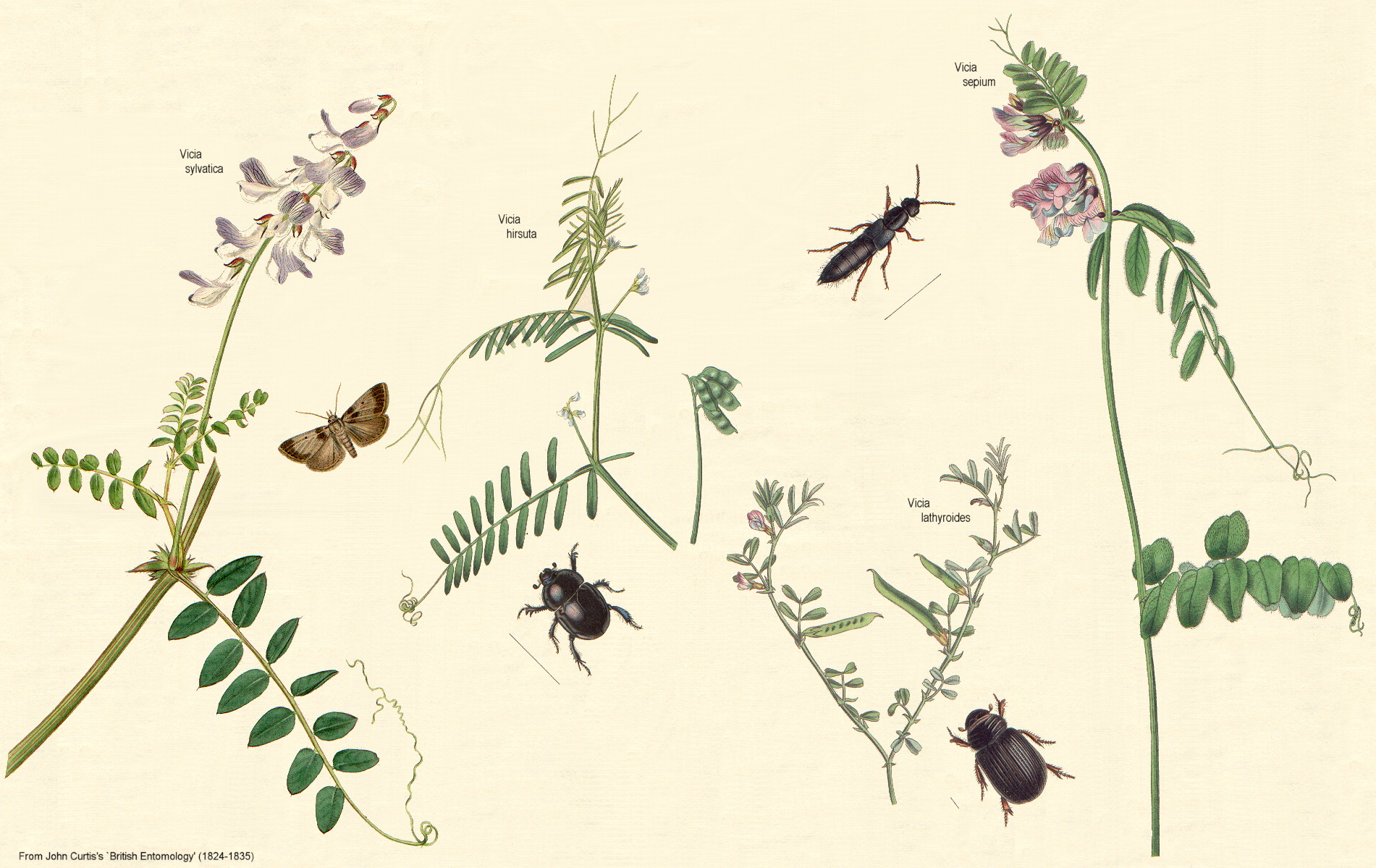